# NGC 5827
NGC 5827 is een spiraalvormig sterrenstelsel in het sterrenbeeld Ossenhoeder. Het hemelobject werd op 8 juni 1880 ontdekt door de Franse astronoom Édouard Jean-Marie Stephan.

## Synoniemen
- UGC 9662
- MCG 4-35-24
- ZWG 134.66
- IRAS 14597+2609
- PGC 53676